# Euagrotis lubricans
Euagrotis lubricans là một loài bướm đêm trong họ Noctuidae.